# Шварцвалд торта
Шварцвалд торта (нем. Schwarzwälder Kirschtorte) је немачка торта. Састоји се од чоколадних бисквитних кора филованих умућеном павлаком и вишњама. Торта се украшава шлагом, мараскино вишњама и чоколадним мрвицама.

## Припрема
Шварцвалд торта садржи неколико слојева бисквитних чоколадних кора, које се натапају шећерним сирупом у који је додата ракија од вишње. Коре се филују кремом од жуманаца, шећера и путера у који се такође додаје ракија од вишње, и вишње из компота. Завршни слој торте чини умућена слатка павлака, која се украшава вишњама и чоколадом.
Традиционално, у колач се додаје вишњевача или kirschwasser, бистро жестоко пиће од вишања. Понекад се користе и друга жестока пића, као што је рум, који је уобичајен у аустријским рецептима. Немачки закон налаже да сваки десерт са ознаком Schwarzwälder Kirschtorte мора имати kirschwasser.

## Историја
Иако у називу носи реч Шварцвалд, ова торта није добила име по чувеним Шварцвалд планинама, већ по чувеној вишњевачи која је понос тог подручја (Schwarzwälder kirschwasser). Овим финим ликером се натапају коре које тако добијају карактеристичну арому.
Неки извори тврде да је назив торте инспирисан традиционалном ношњом жена из региона Шварцвалда, са карактеристичним шеширом који се зове Боленхут, и који има велике црвене лоптице на врху које подсећају на вишње. 
Посластичар Јозеф Келер (1887–1981) тврдио је да је измислио Шварцвалд торту у њеном данашњем облику 1915. године у познатом кафеу Агнер у Бад Годесбергу, сада предграђу Бона, који се налази на око 500 км северно од Шварцвалда. Ова тврдња, међутим, никада није поткрепљена. Његов рецепт за Шварцвалд торту, написан 1927. године, данас се налази изложен у Музеју на отвореном на Шварцвалду. Његова верзија ове торте има само један слој, који се састоји од чоколадне коре, вишње и фила са ракијом од вишања. Постоји и прича да је немачки кувар из Тибингена, под именом Ервин Хилдербранд, који је радио у кафеу Валц 1930. године измислио рецепт за Шварцвалд торту.
Шварцвалд торта се први пут у писаној форми помиње 1934. године .У то време  била је изузетно популарна у посластичарницама и кафеима у Берлину, али и осталим немачким, аустријским и швајцарским градовима. Године 1949. заузела је 13. место на листи најпознатијих немачких торти. 

## Галерија
- Шварцвалд торта послужена уз кафу
- Шварцвалд капкејкови
- Шварцвалд торта
- Шварцвалд торта као младеначка торта
- Излог Шварцвалд торти